# Elena Kaliská
Elena Kaliská (Zvolen, 19 de enero de 1972) es una deportista eslovaca que compitió en piragüismo en la modalidad de eslalon.
Participó en cuatro Juegos Olímpicos de Verano, entre los años 1996 y 2008, obteniendo dos medallas de oro: en Atenas 2004 y Pekín 2008, ambas en la prueba de K1 individual.
Ganó cinco medallas en el Campeonato Mundial de Piragüismo en Eslalon entre los años 2005 y 2014, y diecisiete medallas en el Campeonato Europeo de Piragüismo en Eslalon entre los años 1996 y 2016.
Fue la abanderada de Eslovaquia en la ceremonia de apertura de los Juegos Olímpicos de Pekín 2008.

## Palmarés internacional
| Juegos Olímpicos   | Juegos Olímpicos                     | Juegos Olímpicos  | Juegos Olímpicos |
| Año                | Lugar                                | Medalla           | Competición      |
| ------------------ | ------------------------------------ | ----------------- | ---------------- |
| 2004               | Atenas (Grecia)                      | Medalla de oro    | K1 individual    |
| 2008               | Pekín (China)                        | Medalla de oro    | K1 individual    |
| Campeonato Mundial |                                      |                   |                  |
| Año                | Lugar                                | Medalla           | Competición      |
| 2005               | Penrith (Australia)                  | Medalla de oro    | K1 individual    |
| 2007               | Foz do Iguaçu (Brasil)               | Medalla de plata  | K1 individual    |
| 2009               | Seo de Urgel (España)                | Medalla de plata  | K1 por equipos   |
| 2011               | Bratislava (Eslovaquia)              | Medalla de oro    | K1 por equipos   |
| 2014               | Deep Creek (Estados Unidos)          | Medalla de bronce | K1 por equipos   |
| Campeonato Europeo |                                      |                   |                  |
| Año                | Lugar                                | Medalla           | Competición      |
| 1996               | Augsburgo (Alemania)                 | Medalla de bronce | K1 individual    |
| 1998               | Roudnice nad Labem (República Checa) | Medalla de oro    | K1 individual    |
| 2000               | Mezzana (Italia)                     | Medalla de oro    | K1 por equipos   |
| 2002               | Bratislava (Eslovaquia)              | Medalla de oro    | K1 individual    |
| 2002               | Bratislava (Eslovaquia)              | Medalla de plata  | K1 por equipos   |
| 2004               | Skopie (Macedonia)                   | Medalla de oro    | K1 individual    |
| 2004               | Skopie (Macedonia)                   | Medalla de plata  | K1 por equipos   |
| 2005               | Tacen (Eslovenia)                    | Medalla de oro    | K1 por equipos   |
| 2006               | L'Argentière-la-Bessée (Francia)     | Medalla de oro    | K1 individual    |
| 2006               | L'Argentière-la-Bessée (Francia)     | Medalla de oro    | K1 por equipos   |
| 2007               | Liptovský Mikuláš (Eslovaquia)       | Medalla de plata  | K1 por equipos   |
| 2008               | Cracovia (Polonia)                   | Medalla de plata  | K1 por equipos   |
| 2009               | Nottingham (Reino Unido)             | Medalla de oro    | K1 individual    |
| 2009               | Nottingham (Reino Unido)             | Medalla de plata  | K1 por equipos   |
| 2011               | Seo de Urgel (España)                | Medalla de bronce | K1 por equipos   |
| 2012               | Augsburgo (Alemania)                 | Medalla de bronce | K1 por equipos   |
| 2016               | Liptovský Mikuláš (Eslovaquia)       | Medalla de bronce | K1 por equipos   |